# Nerva
Marco Coceyo Nerva (en latín: Marcus Cocceius Nerva; Narni, 8 de noviembre de 30-Roma, 28 de enero 98) fue un político romano del siglo I que gobernó el Imperio desde el año 96 hasta su muerte en el año 98. Al acceder al trono contaba con sesenta y seis años y era un reputado senador que había dedicado su vida al servicio del Imperio durante los reinados de Nerón, Vespasiano, Tito y Domiciano. Bajo Nerón fue miembro del séquito imperial y desempeñó un importante papel en el descubrimiento de una conspiración contra el emperador orquestada por el senador Cayo Calpurnio Pisón (65). Ejerció dos consulados en 71 y 90.
El 18 de septiembre del año 96, el emperador Domiciano fue asesinado durante una conspiración palaciega en la que se vieron implicados varios miembros de la Guardia Pretoriana y varios libertos. Ese mismo día el Senado le nombró emperador y él tomó el nombre de Nerva César Augusto. Como nuevo monarca juró restaurar los derechos que habían sido abolidos o simplemente dejados de lado durante el reinado de Domiciano. Sin embargo, su administración estuvo marcada por problemas financieros y por su falta de habilidad a la hora de tratar con las tropas. Una rebelión de la guardia pretoriana en el año 97 lo forzó a adoptar como su heredero y sucesor al popular Trajano, quien lo sucedería tras la muerte natural de Nerva el 27/28 de enero de 98.
En el año 100, cuando finalmente Trajano se trasladó a Roma, este emperador se hizo cargo de la deificación de su padre adoptivo. Aunque se desconoce gran parte de su vida, fue considerado por los historiadores antiguos un emperador sabio y moderado. Esta opinión ha sido seguida por historiadores modernos como Edward Gibbon, quien llama a Nerva y sus cuatro sucesores los cinco buenos emperadores.

## Juventud y ascenso al poder

### Familia

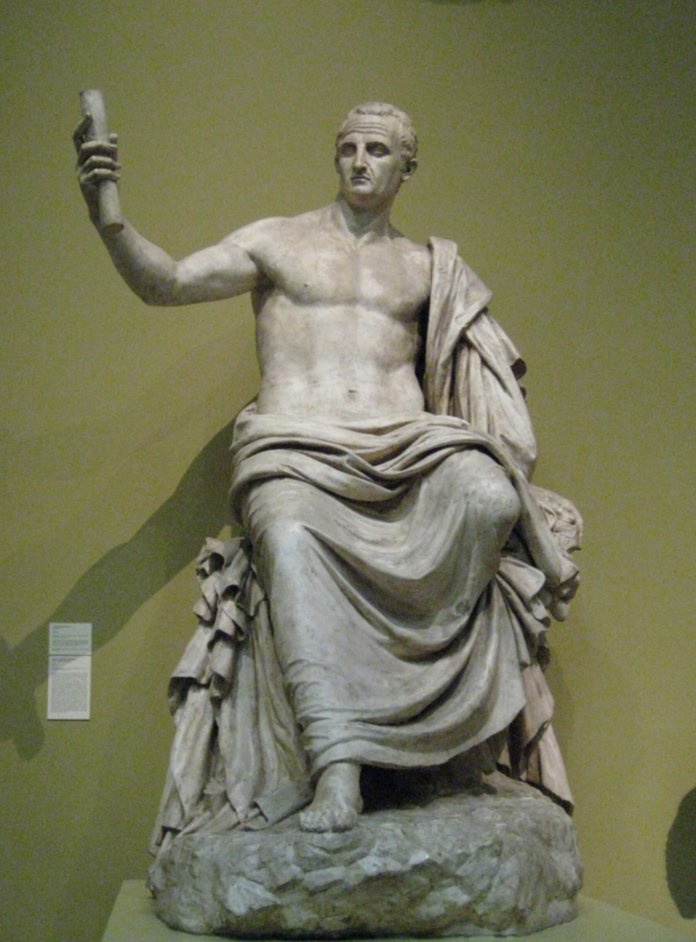
Estatua de Nerva como Júpiter.

Marco Coceyo Nerva nació un 8 de noviembre, en Narni, a unos 80 km al norte de Roma. Antiguas fuentes estiman la fecha del nacimiento de Nerva entre 30 y 35, aunque generalmente se acepta que nació en el año 30. Al igual que Vespasiano, fundador de la dinastía Flavia, era un miembro procedente más de la nobleza italiana que de la aristocracia romana.
Los miembros de su familia habían ostentado altas dignidades tanto durante la República como durante el Imperio romano. Su bisabuelo, también llamado Marco Coceyo Nerva, fue designado cónsul en 36 a. C., y su abuelo (también llamado Marco Coceyo Nerva) formaba parte del séquito del emperador Tiberio en el momento del nacimiento de Nerva. Nerva estaba emparentado con la dinastía Julio-Claudia por vía materna a través de su tío, Octavio Lenas, que se había casado con la bisnieta de Tiberio, Rubelia Basa, hija de Julia Drusa. Además, su hermana pudo haber estado casada con el hermano del emperador Otón, Lucio Salvio Otón Ticiano, por lo que también estaba emparentado con uno de los emperadores del Año de los cuatro emperadores.

### Carrera pública
Poco se conoce de los orígenes de la carrera pública de Nerva, aunque al parecer no siguió las usuales carreras administrativa o militar. Según Tácito, Nerva fue elegido pretor en 65, bajo el reinado del emperador Nerón. Durante su pretura, desempeñó un papel muy importante al revelar al emperador la conspiración que estaba en marcha contra él, dirigida por Cayo Calpurnio Pisón. Por ello recibió honores triunfales y se levantaron estatuas de él en palacio. Tanto Vespasiano como Nerva formaron parte del séquito de Nerón durante esta época, y al parecer, Nerva cuidó del joven Tito Flavio Domiciano cuando su padre, Vespasiano, marchó al Este junto a su hijo mayor Tito para combatir a los rebeldes en la primera guerra judeo-romana.
Tras la muerte del emperador Nerón en el año 68, Nerva se mantuvo fiel a los Flavios durante la guerra civil que siguió al asesinato, conocida con el nombre del Año de los cuatro emperadores, que asoló al Imperio durante el año 69. Durante este conflicto, Roma experimentó una rápida sucesión y caída de varios emperadores, Galba, Otón, Vitelio y finalmente Vespasiano. Nerva fue recompensado por su lealtad con su primer consulado en 71, y continuó sus servicios durante los reinados de los hijos de Vespasiano, Tito (79 - 81) y Tito Flavio Domiciano (81 - 96). En la primavera del año 89, el gobernador de la provincia de Germania Superior, Lucio Antonio Saturnino, encabezó una rebelión contra Domiciano al mando de la Legio XIV Gemina y Legio XXI Rapax. Al parecer, Nerva fue decisivo a la hora de alertar al emperador de esta conspiración, por lo que se le recompensó con un segundo consulado en 90. Para Domiciano, esta revuelta tuvo un horrible efecto en los momentos finales de su reinado. Se convirtió en una persona totalmente paranoica, y su reinado en una espiral de terror.

## Emperador

### Ascenso

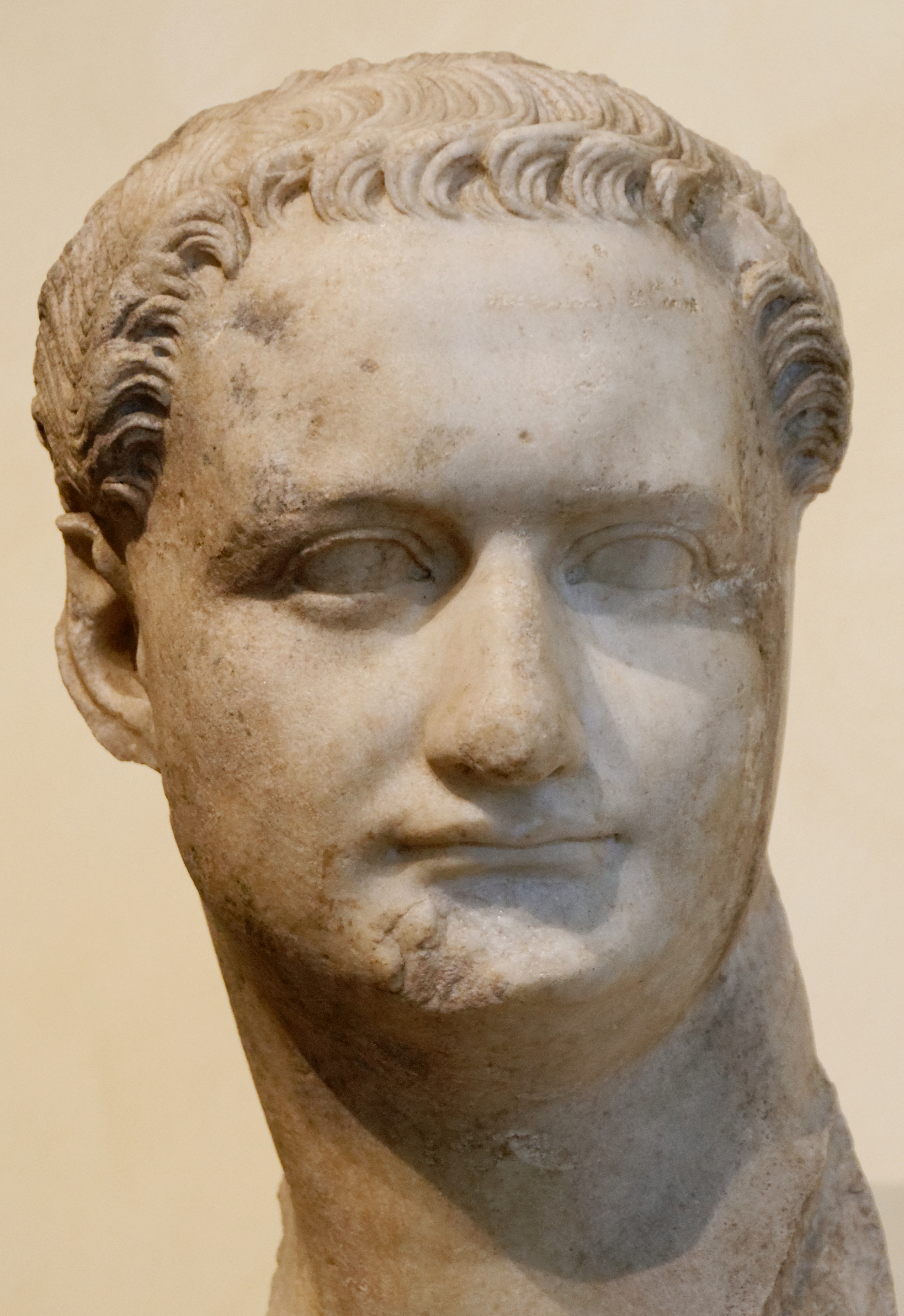
Busto del Emperador Domiciano.

El 18 de septiembre del año 96, Domiciano fue asesinado víctima de una conspiración palaciega, en la que participaron varios miembros de la Guardia Pretoriana y varios de sus libertos. Al parecer, ese mismo día Nerva fue proclamado emperador por el Senado. La forma en que llegó al cargo es sin embargo motivo de debate. Aunque Nerva hubiera ostentado altos cargos durante su carrera y fuera un leal partidario de la Dinastía Flavia, la mayor parte de su carrera es desconocida y por lo tanto eran muy escasas sus posibilidades de acceder al trono. Se ha sugerido que Nerva tomó parte en la conspiración contra Domiciano, o que por lo menos tuviera conocimiento sobre la trama. El historiador Dion Casio escribe que antes del asesinato los conspiradores debatieron el asunto de la sucesión con varios candidatos que consideraban viables, que fuera uno de ellos Nerva, que no solo por sus cualidades administrativas, sino también porque alegó que había caído recientemente bajo sospecha de Domiciano, y que no tenía nada que perder si fuera acusado de tomar parte en la trama es una probabilidad. Si bien su participación en la conspiración nunca se ha comprobado, historiadores modernos han teorizado que se proclamó emperador a Nerva unas pocas horas después del asesinato únicamente por iniciativa del Senado. A pesar de que parecía ser un candidato poco probable en razón de su edad y débil salud, Nerva se consideraba una elección segura, precisamente porque era viejo y no tenía hijos. Por otra parte, había una estrecha conexión con la dinastía Flavia y sustancialmente con respecto a una gran parte de la clase senatorial. Nerva había sido testigo del estado de anarquía en que se había sumido el Imperio a partir de la muerte de Nerón en 69 y por tanto, para que no hubiera riesgo de revueltas o desórdenes aceptó el nombramiento.
Tras la ascensión de Nerva al trono imperial, el Senado romano aprobó un Damnatio memoriae hacia Domiciano: sus monedas fueron fundidas, sus estatuas derribadas y su nombre borrado de todas las estructuras públicas. El palacio de Domiciano fue rebautizado con el nombre de "La Casa del Pueblo" y el propio Nerva se estableció en la antigua residencia de Vespasiano, los Jardines de Salustio.

### Administración

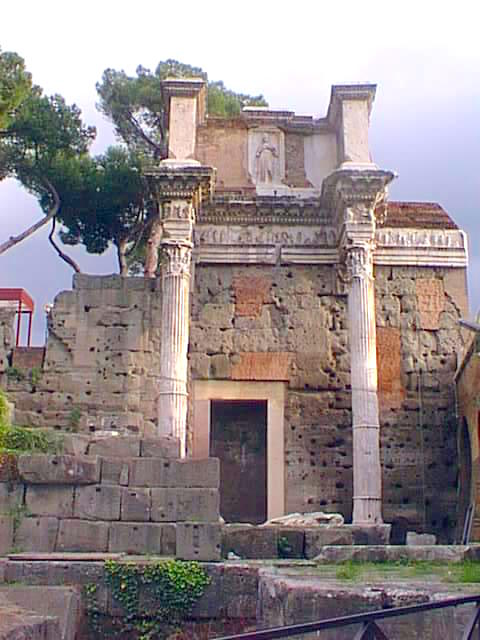
Parte del Foro de Nerva.

El cambio de emperador fue un alivio para el Senado, cuyos senadores habían sufrido mucho bajo el régimen de terror de Domiciano. Como un gesto de buena voluntad hacia sus partidarios, Nerva juró públicamente que se pondría fin a las persecuciones de senadores mientras él estuviera en el cargo. Cesaron los juicios por traición, puso en libertad a muchos senadores que habían sido encarcelados y concedió la amnistía a muchos de los exiliados bajo el reinado de Vespasiano. Las propiedades confiscadas se restituyeron a las respectivas familias. A pesar de todo, Nerva dependió en gran medida de amigos y asesores y de mantener relaciones amistosas con la facción senatorial a favor de Domiciano.
Habiendo sido proclamado emperador exclusivamente por iniciativa del Senado, Nerva inició una serie de medidas con el fin de obtener apoyo entre la población romana. Como era costumbre por esta época, un cambio de emperador llevaba consigo un generoso pago para el pueblo y el ejército. En consecuencia, se concedió a los ciudadanos 75 denarios por cabeza, al tiempo que los soldados de la Guardia Pretoriana recibieron un donativum que pudo haber ascendido a unos 5000 denarios por persona. Esto estuvo seguido por una serie de reformas económicas con la intención de aliviar la carga de los impuestos de los romanos más necesitados. Para los más pobres, Nerva concedió créditos por valor de la tierra de hasta 60 millones de sestercios. Legisló exenciones para los padres e hijos del 5 % del impuesto sobre la herencia, y realizó préstamos a los propietarios de tierras italianos con la condición de que el pago del interés del 5 % se destinara a las familias más necesitadas de los municipios. Estas reformas experimentaron una continuidad durante los reinados de Trajano, Antonino Pío y Marco Aurelio. Por otra parte, algunos impuestos fueron anulados y se otorgaron privilegios fiscales a las provincias.
En poco tiempo, los gastos realizados por Nerva supusieron una gran carga para el tesoro. Nerva ordenó la formación de una comisión especial para reducir drásticamente los gastos. La mayoría de los gastos superfluos se suprimieron, incluyendo los sacrificios religiosos, los juegos y las carreras de caballos. Mientras, Nerva estimuló la economía a partir de los ingresos procedentes de la subasta de las propiedades de Domiciano. También se obtuvo dinero procedente de la fundición de las estatuas de oro y plata de Domiciano. Nerva prohibió que se realizaran estatuas de ese material de su persona. También se sabe por las cartas de Plinio y por una inscripción que Nerva destinó 60 millones de sestercios para la compra de terrenos para los pobres.
Debido a que reinó brevemente, los proyectos arquitectónicos de Nerva fueron muy escasos, aunque abarcaron el término de varias obras iniciadas bajo el reinado de la Dinastía Flavia. Sus trabajos incluyeron extensas reparaciones de la red de carreteras y acueductos. El único proyecto arquitectónico importante de Nerva fue un granero, conocido como la Horrea Nervae, y un pequeño foro imperial que había sido iniciado por Domiciano.

### Crisis de sucesión

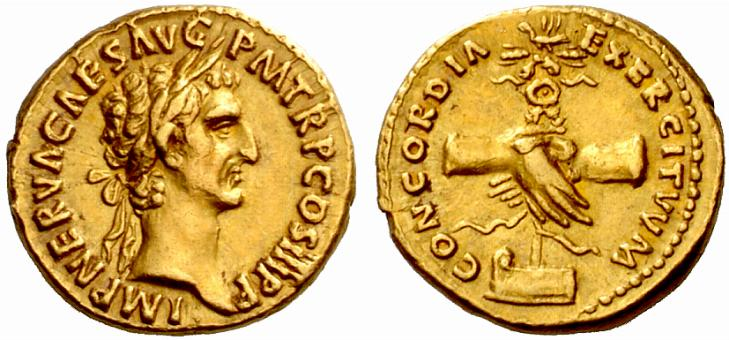
Áureo emitido por Nerva.

A pesar de las medidas de Nerva para seguir siendo popular en el Senado y el pueblo romano, el apoyo a Domiciano se mantuvo firme en el ejército, que había pedido su deificación inmediatamente tras el asesinato. En un intento por apaciguar a los soldados de la Guardia Pretoriana, Nerva expulsó a su prefecto, Tito Petronio Segundo –uno de los principales conspiradores contra Domiciano– y lo reemplazó por un excomandante, Casperio Eliano. Asimismo, con el generoso donativum otorgado a los soldados tras su entronización, se esperó que la calma volviera. Sin embargo, los pretorianos consideraron estas medidas insuficientes, y exigieron la ejecución de los asesinos de Domiciano, a lo que el prudente Nerva se negó. Todos estos factores condujeron a la crisis más grave del mandato de Nerva.
Si bien la rápida transferencia del poder tras la muerte de Domiciano había impedido una guerra civil, la posición de Nerva como emperador pronto resultó demasiado vulnerable, y su naturaleza benevolente, se convirtió en una dificultad para hacer valer su autoridad. Tras su ascenso al trono, había ordenado el fin de los juicios por traición, pero al mismo tiempo no se permitió el enjuiciamiento de los informantes del Senado. Esta medida llevó al caos, con todo el mundo actuando en su propio interés al tiempo que trataba de ajustar cuentas con sus enemigos personales, llevando el cónsul Frontón a realizar la observación de que "es malo tener un emperador que no permite hacer nada, pero es peor tener uno cuya regencia roza la permisibilidad total". A principios de 97, una conspiración encabezada por el senador Cayo Calpurnio Craso Frugi Liciniano fracasó, pero una vez más Nerva se negó a asesinar a los conspiradores, en gran parte debido a la desaprobación del Senado.
La situación se agravó todavía más por la falta de un claro sucesor, hecho muy apremiante a causa de la vejez y la enfermedad de Nerva. No tuvo hijos naturales y sí solamente parientes lejanos, que eran inadecuados para desempeñar cargos políticos. Un sucesor tendría que ser elegido de entre los gobernadores o los generales en el Imperio y parece que en 97, Nerva estaba considerando la posibilidad de adoptar a Marco Cornelio Nigrino Curiacio Materno, el poderoso gobernador de Siria. Pero esta posibilidad recibió una dura oposición por parte de los partidarios del comandante militar más popular del Imperio, Marco Ulpio Trajano, más comúnmente conocido como Trajano, general de los ejércitos de Germania.
En octubre de 97, la tensa situación llegó a un punto crítico cuando la Guardia Pretoriana, dirigida por Casperio Eliano, sitió el Palacio Imperial y tomó como rehén a Nerva. Este se vio obligado a someterse a sus exigencias, entre las que estaban entregarles a los asesinos de Domiciano e incluso realizar un discurso apoyándoles. Tito Petronio Segundo y Partenio, los asesinos de Domiciano, fueron asesinados de inmediato. Nerva salió ileso de esta situación, pero su autoridad sufrió un durísimo golpe sin posibilidad de recuperarse. Nerva se dio cuenta de que su posición ya no era sostenible sin el apoyo de un heredero que tuviera la aprobación tanto del ejército y el pueblo. Poco después anunció la adopción de Trajano como su sucesor,  a quien otorgó oficialmente el título de César y compartió el consulado con Nerva en 98:

"Así Trajano se convirtió en César. Pues Nerva no estimaba la relación familiar por encima de la seguridad del Estado, ni estaba menos dispuesto a adoptar Trajano, por la condición de este último de hispánico en lugar de itálico, debido a que ningún extranjero había ostentado jamás la soberanía romana; pero Nerva buscaba un hombre por su capacidad, y no por su nacionalidad.

Contrariamente a la opinión popular que aquí da Dión Casio, Nerva de hecho tenía pocas opciones a la hora de elegir a su sucesor. Frente a una crisis importante, que necesitaba desesperadamente el apoyo de un hombre que pudiera restaurar su dañada reputación, el único candidato con la suficiente experiencia militar, ascendencia consular y conexiones necesarias para el puesto era Trajano.
Como consecuencia el gobernador de Syria Marco Cornelio Nigrino fue evaluado como potencial rival de Trajano y fue abruptamente cesado y sustituido provisionalmente por Aulo Larcio Prisco, legado de la Legio IV Scythica, quien ocupó interinamente el cargo de gobernador como pro legatus consularis sin tener siquiera rango consular, hasta la llegada de Javoleno Prisco en 99.
Tradicionalmente, se considera que la adopción de Trajano finalizaba con la tradición de los anteriores emperadores que tomaban a alguno de sus parientes como hijo adoptivo y lo hacían heredero del Imperio en el caso en que no tener hijos propios. Sin embargo, recientes investigaciones respecto a los lazos de parentescos entre los diferentes miembros de esta dinastía llevan a pensar en la continuidad del principio de adopción del pariente varón más cercano del emperador reinante, principio que sólo habría sido quebrado por Nerva al adoptar a Trajano.[cita requerida]

## Muerte y legado

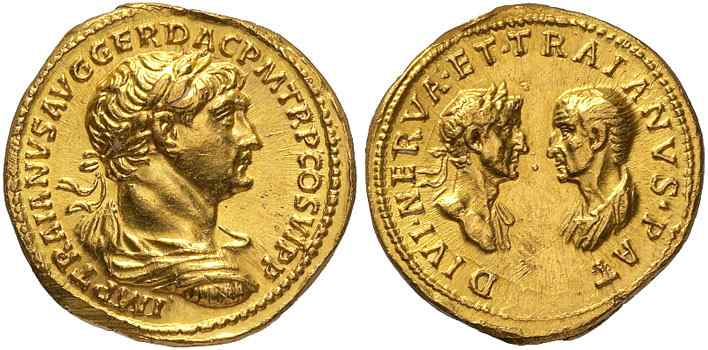
Áureo de Trajano y el divino Nerva durante el reinado del primero.

El 1 de enero de 98, al inicio de su cuarto consulado, Nerva sufrió un ataque cerebrovascular durante una audiencia privada. Poco después, fue víctima de unas fiebres y murió en su casa, en los Jardines de Salustio. A su muerte, Nerva fue deificado por el Senado, y sus cenizas fueron ubicadas para su descanso en el Mausoleo de Augusto. Nerva fue sucedido sin incidentes por su hijo adoptivo Trajano, que fue recibido con mucho entusiasmo por el pueblo romano. Según Plinio el Joven, Trajano dedicó un templo en honor a Nerva, pero no se han encontrado restos estructurales, ni tampoco de una serie de monedas conmemorativas de Nerva Deificado, publicado diez años después de su muerte. Según Dión Casio, sin embargo, el prefecto de la Guardia Pretoriana responsable de la sublevación en contra de Nerva, Casperio Eliano, fue despedido tras la subida al trono de Trajano.

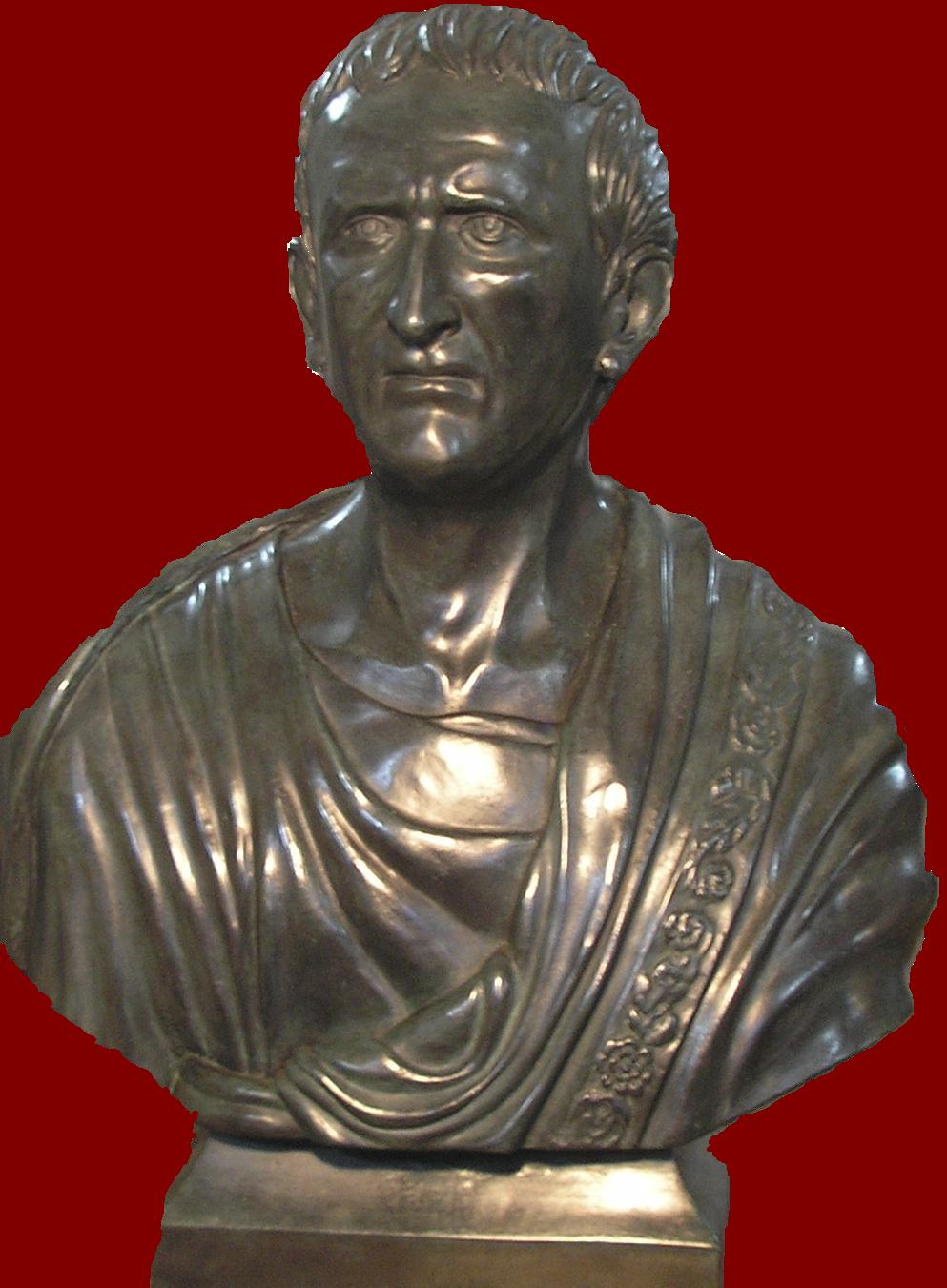
Busto de Nerva, en Narni, Italia.

Debido a la falta de fuentes escritas de este periodo, gran parte de la vida de Nerva ha permanecido en la oscuridad. La más importante que ha sobrevivido fue escrita por el historiador del siglo II Dión Casio. Su Historia romana, se extiende por casi un milenio, desde la llegada de Eneas a Italia hasta el año 229. Otros detalles se han unido por una breve biografía del Resumen de Caesaribus, una obra que se cree, ha sido escrita por el historiador del siglo III Aurelio Víctor. Al parecer, Tácito escribió un resumen más amplio sobre el reinado de Nerva. Las Historias son una composición de la historia de Roma que abarca tres décadas desde el suicidio del emperador Nerón en 68 hasta la muerte de Domiciano en 96. Lamentablemente, una parte sustancial del trabajo se ha perdido, sobreviviendo solamente los primeros cinco libros que se ocupan del Año de los cuatro emperadores. En la introducción de su biografía de Cneo Julio Agrícola, Tácito habla muy bien de Nerva, describe su reinado como "el amanecer de una edad más feliz, pues Nerva mezcló finalmente términos irreconciliables, la soberanía y la libertad".

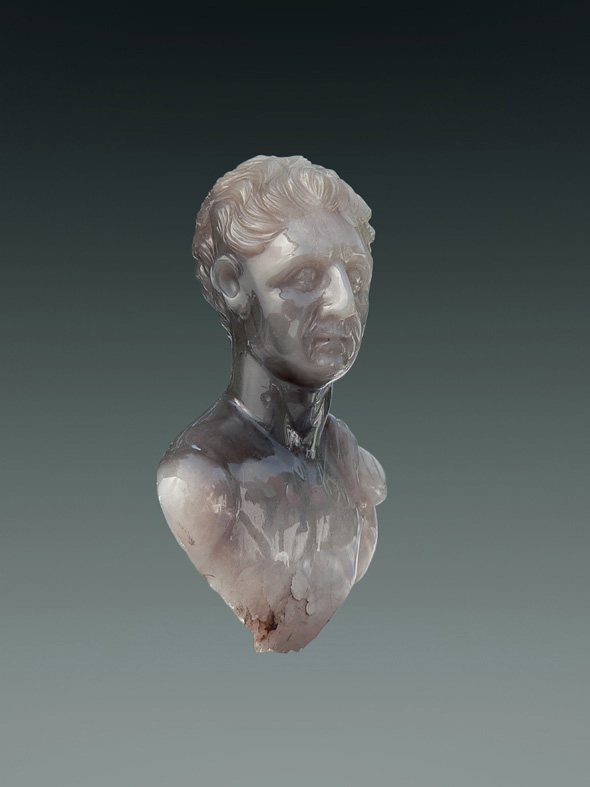
Único busto del emperador Nerva (finales del) en calcedonia, perteneciente a una colección privada.

Las historias supervivientes hablan también de manera positiva sobre el reinado de Nerva. Tanto Dión Casio como Aurelio Víctor destacan su sabiduría y su moderación, elogiando haber elegido a Trajano como su heredero. Estas opiniones se han visto respaldadas por Edward Gibbon en su obra Historia del Declive y Caída del Imperio romano.
La historia moderna ha avalado la opinión de que Nerva era un gobernador bienintencionado, pero débil e ineficaz en su gobierno, lo que llevó al Imperio a los inicios de una importante crisis. La sublevación de Casperio Eliano nunca pretendió ser un golpe de Estado sino una manera de presionar al emperador. La adopción de Trajano amplió su base de poder.[cita requerida]